# Edoardo Patriarca
Edoardo Patriarca detto Edo (Basciano, 17 ottobre 1953) è un politico italiano.

## Biografia
Nato a Basciano, in Abruzzo, ma vive da sempre Carpi.
Laureato in chimica, ha insegnato presso gli Istituti scolastici di Carpi.
Per due mandati è stato eletto membro del Consiglio provinciale scolastico di Modena, ha collaborato presso il Provveditorato degli Studi di Modena ai progetti di educazione alla salute, progetto giovani e progetto genitori.
Per anni presidente della sezione carpigiana dell'Uciim (Unione cattolica italiana insegnanti medi) e consigliere della Fondazione diocesana per l'educazione dei giovani.
Dal 1966 è nello scautismo cattolico, dal 1990 al 1993 fa parte del comitato nazionale dell'Associazione Guide e Scouts Cattolici Italiani (Agesci). Nel 1995 partecipa alle elezioni comunali del Comune di Carpi come candidato sindaco della lista civica “Insieme per Carpi”, viene poi eletto Presidente del Consiglio Comunale. Dal 1997 al 2002 è presidente dell'Agesci. Ha pubblicato numerosi sussidi su temi educativi e problematiche giovanili, e su questi argomenti svolge una intensa attività di conferenziere.
Dal 1999 al 2006 è stato portavoce del Forum del Terzo Settore, il coordinamento nazionale che raccoglie più di cento organizzazioni del Terzo Settore, riconosciuto parte sociale dal Governo. Numerose le collaborazioni con le riviste specializzate del Terzo settore e con alcune Università.
Dal 1998 al 2001 è stato consulente presso il Ministero della Pubblica Istruzione per tutte le problematiche riguardanti l'associazionismo giovanile. Nel medesimo periodo Ha collaborato con il Ministero degli Affari sociali per la stesura dei rapporti sul volontariato, ed è stato componente dell'Osservatorio nazionale del volontariato presso il medesimo Ministero.
Fino al 2006 è stato consigliere della Fondazione Cassa di Risparmio di Carpi. Dal settembre 2001 è componente del Consiglio Nazionale dell'Economia e del Lavoro, ha seguito in particolare i temi riguardanti l'economia sociale, le politiche per l'infanzia e la famiglia, e quelle per l'immigrazione. 
È stato presidente della Società Consortile per i servizi per il Terzo settore AsterX. Fino al 2006 è stato presidente dell'Istituto Italiano della Donazione e componente di nomina Acri del Comitato di Gestione dei fondi per il volontariato della Regione Emilia Romagna.
Nel gennaio 2007 è nominato consigliere dell'Agenzia per le Onlus (oggi Terzo settore).
Ha partecipato al Tavolo per il Terzo Settore della Conferenza Episcopale Italiana. Ha fatto parte del consiglio direttivo di Retinopera e ha collaborato con il Forum delle associazioni familiari. Nel 2005 partecipa alla fondazione dell’associazione Scienza &Vita.  È stato componente della giunta esecutiva per la preparazione del Convegno ecclesiale nazionale di Verona (ottobre 2006). È stato editorialista di Avvenire, nel 2008 è nominato Segretario del Comitato promotore delle Settimane Sociali dei Cattolici Italiani. Dal 2008 al 2011 ha fatto parte del comitato di redazione del giornale online Piùvoce.net.
Nel luglio 2010 è indicato dal Presidente della Repubblica Italiana come esperto per il terzo settore presso il CNEL. È stato presidente della Commissione per l'Informazione, Commissione che tratta le problematiche legate al mercato del lavoro e alla contrattazione nazionale e decentrata. 
Nell'aprile 2012 è nominato dal Governo membro del CoGe Emilia Romagna. 
Nel luglio 2012 è eletto presidente del Centro Nazionale per il Volontariato (Lucca) e in settembre è di nuovo presidente dell'Istituto Italiano della Donazione (Milano). Da settembre 2018 è Presidente Nazionale dell’Associazione Nazionale Lavoratori Anziani (Anla), dal 2019 è portavoce del Festival della  Migrazione (Modena) e Presidente del Comitato scientifico della Fondazione Èbbene (Catania).
Alle elezioni politiche del 2013 viene eletto alla Camera dei Deputati, nelle liste del Partito Democratico nella circoscrizione Piemonte 1.
Alle elezioni politiche del 2018 viene eletto senatore per la coalizione di centro-sinistra nel collegio uninominale di Modena; in particolare si aggiudica il seggio per soli 38 voti di scarto dal candidato del centro-destra Stefano Corti. Quest'ultimo ha quindi presentato ricorso circa il riconteggio dei voti nel collegio, ricorso inizialmente respinto con la proclamazione a senatore dello stesso Patriarca. Nel giugno 2019 viene annunciata la fine del riconteggio delle schede nulle del collegio di Modena e, a sorpresa, la vittoria del candidato leghista Stefano Corti con uno scarto di 55 voti. Pertanto il 31 luglio 2019 Patriarca è decaduto dalla carica di senatore e il suo seggio è stato assegnato a Corti.